# Нохчи-Келой

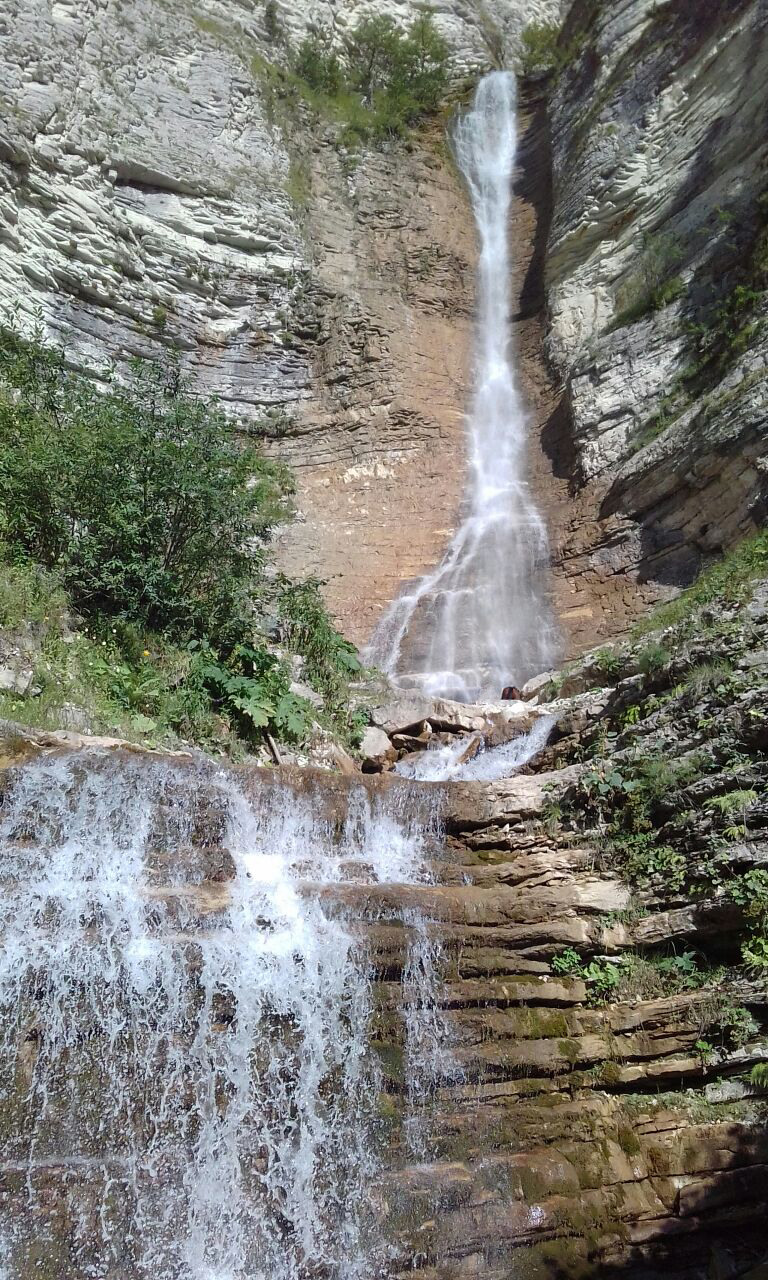
Нохчкелойский водопад

Нохчи-Келой (чечен. Нохч-Кела) — село в Шатойском районе Чеченской Республики. Административный центр Нохчи-Келойского сельского поселения.

## География
Расположено на левом берегу реки Келойахк, к юго-востоку от села Шаро-Аргун.
Ближайшие населённые пункты: на северо-востоке — разв. Батыйаул, на северо-западе — разв. Чубах-Кенерой, на востоке — село Макажой, на юго-востоке — село Буни, на юге — хутор Монахой, на западе — разв. Циндой.

## История
Название села Нохчи-Келой состоит из двух слов: первая часть — самоназвание чеченцев (нохчий), вторая часть — «тайп келой».

## Население
| 1990 | 2002 | 2010 | 2012 | 2013 | 2014 | 2015 |
| ---- | ---- | ---- | ---- | ---- | ---- | ---- |
| 249  | ↘239 | ↗404 | ↘340 | ↗394 | ↘384 | ↗400 |
| 2016 | 2017 | 2018 | 2019 | 2020 | 2021 | 2023 |
| ↗402 | ↗430 | ↗441 | ↗448 | →448 | ↘423 | ↗431 |
| 2024 |      |      |      |      |      |      |
| ↘425 |      |      |      |      |      |      |

## Галерея

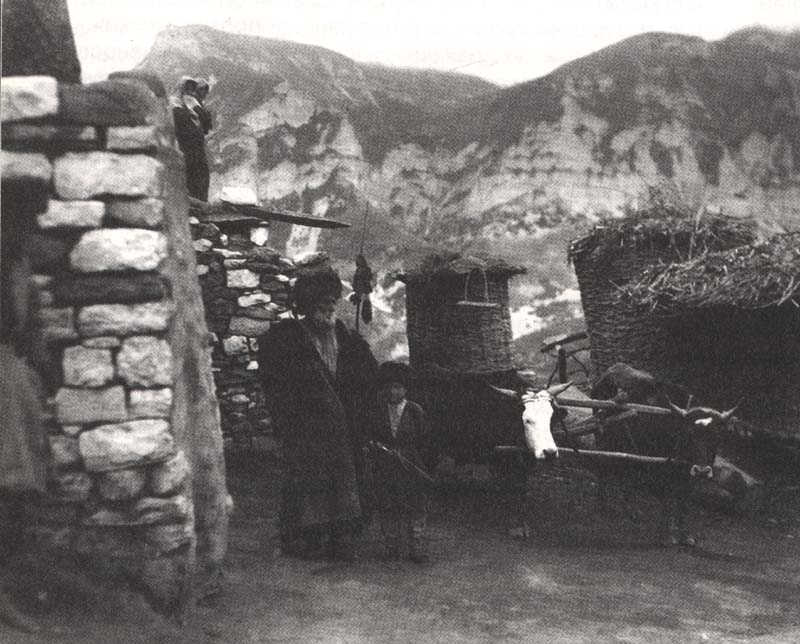
Вид двора жителя аула Нахчу-Келой, 1926 год